# 学校があぶない
『学校があぶない』（がっこうがあぶない）は、1992年8月4日から同年9月22日まで、TBS系列で放送されていたテレビドラマである。放送時間は毎週火曜20:00 - 20:54（JST）。全8話。
前番組『俺たちルーキーコップ』の早期終了により、秋改編までのつなぎ番組として放送された。数々の社会派ドラマを手掛けた長坂秀佳がシナリオを担当した。2022年現在、TBSの火曜20時枠で放送された最後のドラマ作品である。

## キャスト
- 朝倉 早紀子 - 森尾由美

真美の母。後に一ノ瀬が職員室内で陰湿ないじめを受けていた事を知る。
- 一ノ瀬 清彦 - 田中健

真美のクラスの担任教師。明るく教育熱心で保護者・生徒にも人気の教師だったが、教育方針をめぐって意見が対立した事が原因となり職員室内で教職員達から陰湿ないじめを受けて心身を病んでしまう。
- 朝倉 真美 - 安達祐実

航平と早紀子の娘で小学生。
- 今泉 勤（教頭） - 平泉成
- 渋谷 保夫 - 誠直也
- 稲村 詩津 - 秋本奈緒美
- 明石 操 - 高橋ひとみ
- 大河内 元基（校長） - 滝田裕介
- 玉置 則夫（事務主任） - 斎藤清六
- 朝倉 航平 - 宅麻伸

真美の父。
- 朝倉 勘助 - 芦田伸介

真美の祖父。
- 戸沢 梢 - 鈴木美恵
- 木島 彩子 - 高沢順子
- 野沢 のぶ（八百屋のおかみさん） - 和泉ちぬ
- 亀谷 カヨ - 石井トミコ
- 田ノ上 正子 - 竹内都子（ピンクの電話）
- 松沢 時子 - 井上夏葉
- 尾上 裕子 - 中村まり子
- 朝倉 真美（3歳時） - 井上真央

## 主題歌
- 「IN MY ARMS TONIGHT」ZARD

## スタッフ
- 企画 - 飯島敏宏
- 脚本 - 長坂秀佳
- 音楽 - 大島ミチル
- プロデュース - 山田高道、浜井誠
- 演出 - 森田光則、根本実樹
- 演出補 - 荒井俊昭
- 制作 - 木下プロダクション、TBS

## サブタイトル
1. 先生やめて！
2. 先生が変だ！
3. 先生がこわい！
4. 職員室のイジメ
5. 先生追放！
6. 職員室のゴキブリ
7. ダメ教師はヤメロ
8. 希望(最終回)

## その他
- TBS系列の1992年10月の改編により、本作の終了後、火曜日のドラマ枠は21時台に移行し、火曜20時枠は全国ネットからローカルセールス枠となり、TBSなどでは『そこが知りたい』、MBSでは『あまからアベニュー』などが放送された。その後は、1999年4月に火曜20時枠の全国ネットが再開され、木曜19時枠から移動してきた『学校へ行こう!』の放送が開始された。

| TBS系 火曜20時台（1992年8月 - 1992年9月） ※本番組まで連続ドラマ枠、次番組より情報番組枠 | TBS系 火曜20時台（1992年8月 - 1992年9月） ※本番組まで連続ドラマ枠、次番組より情報番組枠 | TBS系 火曜20時台（1992年8月 - 1992年9月） ※本番組まで連続ドラマ枠、次番組より情報番組枠 |
| 前番組                                                                                  | 番組名                                                                                  | 次番組                                                                                  |
| --------------------------------------------------------------------------------------- | --------------------------------------------------------------------------------------- | --------------------------------------------------------------------------------------- |
| 俺たちルーキーコップ                                                                    | 学校があぶない                                                                          | そこが知りたい ※1時間繰り下げ                                                           |